# Пословни факултет Универзитета Сингидунум
Пословни факултет у Београду (скраћено ПФБ) је факултет у склопу Универзитета Сингидунум. Основан је 28. јуна 1999. године под називом Факултет за финансијски менаџмент и осигурање. По угледу на америчке и европске универзитете, 2010. године добија данашње име, а у његовом саставу налазе се програми пословне економије, маркетинга и трговине. Студије Пословног факултет усклађене су са Болоњском декларацијом.

## Студије
- Рачуноводство и ревизија
- Финансије и банкарство
- Маркетинг и менаџмент
- Управљање људским ресурсима
- Англистика